# Turbonilla encella
Turbonilla encella är en snäckart som beskrevs av Bartsch 1912. Turbonilla encella ingår i släktet Turbonilla och familjen Pyramidellidae. Inga underarter finns listade i Catalogue of Life.